# Хомс (провінція)
Провінція Хомс (араб. مُحافظة حمص) — одна з 14 провінцій Сирії. Розташована в центральній частині країни. Поділяється на 6 районів.
- Адміністративний центр — місто Хомс.
- Найбільші міста — Хомс, Ер-Растан, Тадмор, Ель-Кусайр, Телль-Біса, Ель-Карьятейн, Тель-Калях[1].
- Площа становить — 40 940 км ²; населення за даними на 2012 рік — 2 145 184 особи.

## Географія
Розташована в центральній частини країни. На північному заході межує з провінцією Тартус, на півночі з провінцією Хама та Ракка, на сході з мухафазах Дейр-ез-Зор, на південному заході з провінцією Дамаск, на південному сході з Іраком та Йорданією. У західній частині провінції протікає річка Оронт. У центрі розташована стародавня Пальміра.

## Адміністративний поділ
В адміністративному відношенні провінція ділиться на 6 районів:
1. Хомс
2. Аль-Мухаррам
3. Пальміра
4. Ер-Растан
5. Аль-Кусейр
6. Талькалях